# Owen Arthur
Owen Seymour Arthur (17. listopada 1949. – 27. srpnja 2020.) bio je barbadoski politilčar koji je obnašao dužnost premijera od 6. rujna 1994. do 15. siječnja 2008., te je osoba koja je najduže obnašala tu dužnost.
Bio je čelnik Barbadoske laburističke stranke, s kojom je pobijedio na izborima u rujnu 1994. godine. Pobjedu ponavlja na izborima u siječnju 1999. i 2003. godine. 
Po zanimanju je bio diplomirani ekonomist i povjesničar. Magistrirao je ekonomiju 1974. godine. 

## Vanjske poveznice
|  | Zajednički poslužitelj ima još gradiva o temi Owen Arthur |